# Quercus glauca
Espèce
Quercus glauca encore appelé chêne bleu du Japon , est une espèce d'arbres du sous-genre Cyclobalanopsis. L'espèce est présente en Afghanistan, au Pakistan, au Bhoutan, au Népal, en Inde, en Corée, au Laos, au Viêt Nam, en Chine, à Taïwan et au Japon. 